# Zizhongosaurus
Zizhongosaurus é um gênero de dinossauro herbívoro saurópode que viveu no Período Jurássico Inferior na China. Era um herbívoro de grande porte caracterizado por um longo pescoço.
A espécie-tipo Zizhongosaurus chuanchengensis foi nomeada em 1983 por Dong Zhiming, Zhou Shiwu e Zhang Yihong. O nome genérico é derivado de condado de Zizhong, na província de Sichuan. O descritor específico refere-se à cidade de Chuancheng.
O tipo nomenclatural consistem em três síntipos: V9067.1 é uma vértebra dorsal parcial; V9067.2 é um úmero ou braço superior, e V9067.3 é um púbis. Todas as amostras provavelmente eram parte de um único esqueleto. Zizhongosaurus foi descrito como uma espécie pequena.
Em 1999, Li Kui mencionou uma segunda espécie: Zizhongosaurus huangshibanensis, mas esta continua a ser um nomen nudum não descrita.